# Paolo Valmarana
Paolo Andrea Valmarana (Vicenza, 4 novembre 1928 – Roma, 13 settembre 1984) è stato un giornalista, critico cinematografico e produttore cinematografico italiano.

## Biografia
Figlio di Giustino Valmarana e Amalia Spingardi, nonché fratello minore di Angelo (1925-2004), nasce a Vicenza nella proprietà della sua famiglia, Villa Valmarana "Ai Nani", nota per il ciclo di affreschi di Giambattista e Giandomenico Tiepolo, e compie gli studi a Vicenza, al Liceo Pigafetta, poi a Padova e a Roma dove si è laureato in Giurisprudenza con una tesi in Diritto Costituzionale.
Già durante il periodo universitario inizia ad occuparsi di cinema, come critico e saggista, e di documentari, soprattutto d'arte. Il primo film a cui collabora è Senso di Luchino Visconti. Sarà poi assistente di Alessandro Blasetti. All'inizio degli anni '50 è segretario del Circolo Romano del Cinema, associazione che ai tempi raggruppava tutti i circoli dei cinema italiani. Dal 1951 è collaboratore abituale della Rivista del cinematografo assieme a Mario Verdone, Gian Luigi Rondi e Ugo Sciascia.
Nell'agosto del 1956 viene assunto alla Rai Radiotelevisione Italiana come redattore del telegiornale, occupandosi di inchieste e documentari e firmando dopo poco tempo la rubrica bimestrale 'Arti e Scienze'. Dal 1964 al 1969 è Capo Ufficio Stampa, incarico che lascia per passare alla radio come Vice Direttore dei programmi Radiofonici e Direttore dei programmi culturali dei tre canali. Tra le trasmissioni da lui promosse sono da ricordare Buon pomeriggio, Per voi giovani, Popoff, la cui sigla era l'omonima canzone vincitrice dello Zecchino d'Oro 1967.
Nel luglio 1976, con la riforma del Servizio Pubblico, è nominato a capo della struttura di Rai Uno che si occupa di acquisizione e produzione cinematografica, produzione e programmazione di spettacoli teatrali e dei programmi culturali.
Nell'agosto 1980 è direttore ad interim di RaiUno tra la direzione di Mimmo Scarano e di Emmanuele Milano, e con l'arrivo di Milano e con l'affacciarsi sul mercato italiano di nuovi canali privati, i compiti della struttura da lui diretta si concentrano sull'acquisizione di film, serie e sulla produzione di film.
Negli anni '60 e '70 è stato consigliere di Amministrazione dell'Istituto Luce prima e dell'Ente Gestione Cinema poi.
Ha collaborato quasi ininterrottamente e con diversi incarichi alla Mostra Internazionale d'Arte Cinematografica della Biennale di Venezia.
È stato critico cinematografico de Il Popolo (le sue recensioni sono visibili sul sito dell'Istituto Sturzo), ha scritto brevi racconti che sono stati pubblicati da Paragone e Nuovi Argomenti, e articoli sulla critica d'arte. Ha scritto numerosi interventi sul tema Cinema e Televisione.
Nel 1983 ha dato vita, con Ermanno Olmi, al laboratorio Ipotesi Cinema a Bassano del Grappa, per la formazione di giovani cineasti.
È morto il 13 settembre 1984 a Roma a 55 anni per arresto cardiaco.
Tra i film da lui prodotti e promossi Colpire al cuore, Prova d'orchestra, Kaos.